# Walther Rathenau
Walther Rathenau (Berlim, 29 de setembro de 1867 — Berlim, 24 de junho de 1922) foi um industrial, político, escritor e estadista alemão, que serviu como ministro das Relações Exteriores da Alemanha durante a República de Weimar.

## Família
Seu pai, Emil Rathenau, era um homem de negócios judeu, fundador da "Allgemeine Elektrizitäts-Gesellschaft" (AEG), uma companhia de engenharia elétrica. Estudou física, química e filosofia em Berlim e Estrasburgo. Além de ser judeu e herdeiro de um rico industrial, Rathenau era também maçom e supostamente homossexual, características as quais fizeram dele uma figura profundamente controvertida na política alemã. Trabalhou como engenheiro antes de unir-se à direção da AEG em 1899, tornando-se um proeminente industrial durante o final do Império Alemão e na República de Weimar. É possível que Rathenau tenha sido a base para o personagem do industrial alemão "Arnheim" no romance de Robert Musil “O Homem Sem Qualidades”.

## Carreira política

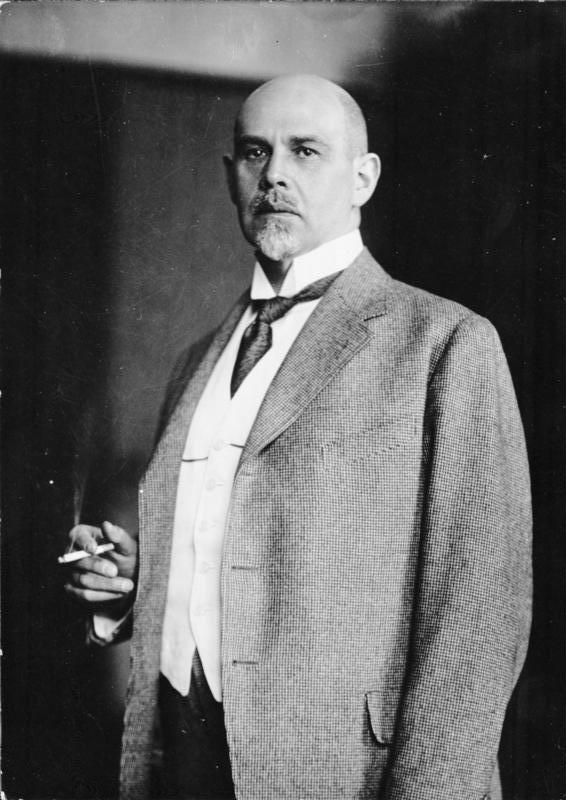
Walter Rathenau (1921)

Rathenau foi um dos principais proponentes de uma política de assimilação para judeus alemães: ele defendia que os judeus deveriam opor-se tanto ao sionismo como ao socialismo e se integrar completamente na base da sociedade alemã. Segundo ele, isso levaria ao eventual desaparecimento do antissemitismo. Por ser um poderoso, influente e proeminente político judeu, Rathenau era desprezado pela extrema-direita alemã, fato que acabou levando a seu assassinato em 1922.
Durante a Primeira Guerra Mundial Rathenau ocupou altos cargos no Departamento de Matérias-primas do Ministério de Guerra, enquanto tornava-se também presidente da AEG a partir da morte de seu pai em 1915. Teve um importante papel ajudando a por a economia alemã em ritmo de guerra, permitindo que a Alemanha continuasse seu esforço de guerra durante anos, apesar da escassez aguda de trabalhadores e matérias-primas.
Na política, Rathenau era um liberal moderado, e depois da Primeira Guerra Mundial se tornou um dos fundadores do Partido Democrático Alemão (DDP). Rejeitou a maré de pensamento socialista que varreu a Alemanha depois do choque de derrota, opondo-se à estatização da indústria e defendendo maior participação dos trabalhadores na administração das empresas. Suas ideias foram influentes nos governos do pós-guerra.
Em 1921 Rathenau foi indicado para ministro da Reconstrução, e em 1922 se tornou Ministro das Relações Exteriores. Sua insistência para que a Alemanha cumprisse as obrigações estabelecidas pelo Tratado de Versalhes, enquanto negociava a revisão dos seus termos, enfureceu os nacionalistas alemães. Ele também desagradou os nacionalistas ao negociar o Tratado de Rapallo com a Rússia Soviética (futura União Soviética). Os líderes do (então ainda obscuro) Partido Nazista e outros grupos direitistas o acusaram de fazer parte da “Conspiração Judaico-comunista”.
Sobre ele escreveu o político britânico Robert Boothby: "Ele era algo que só um judeu alemão poderia ser: simultaneamente um profeta, um filósofo, um místico, um escritor, um estadista, um magnata industrial do mais alto nível, e o pioneiro do que ficou conhecido como ‘racionalização industrial’”.
Na realidade, apesar de seu desejo pela cooperação econômica e política entre a Alemanha e a Rússia Soviética, Rathenau permaneceu um cético dos métodos dos soviéticos. Na sua Kritik der dreifachen Revolution (Crítica da revolução tripla), ele escreveu:
"Nós não podemos usar os métodos da Rússia, pois eles apenas provam que a economia de uma nação agrária pode ser arrasada; os pensamentos da Rússia não são os nossos. Eles são, como está no espírito da elite intelectual urbana russa, não filosóficos, e altamente dialéticos; eles são lógica apaixonada, baseadas em suposições não verificadas. Eles assumem que um único bem, que é a destruição da classe capitalista, pesa mais que todos os outros bens, e que pobreza, ditadura, terror e a queda da civilização devem ser aceitos para assegurar aquele único bem."
"Se dez milhões de pessoas tiverem que morrer para livrar outras dez milhões da burguesia, então esta será uma conseqüência dura porém necessária. A ideia russa é felicidade compulsória, no mesmo sentido e com a mesma lógica da introdução compulsória da Cristianismo e da Inquisição."

## Assassinato
Em 24 de junho de 1922, dois meses depois da assinatura do Tratado de Rapallo, Rathenau foi assassinado por dois oficiais do exército (auxiliados e instigados por outros conspiradores) ligados à direitista "Organização Cônsul": Erwin Kern e Hermann Fischer. Naquela manhã, ele dirigia de sua casa para a Wilhelmstraße, como fazia diariamente, quando seu carro foi fechado por outro, no qual estavam três homens armados (os dois assassinos e o motorista Ernst Werner Techow). Eles atiraram no ministro com metralhadoras e rapidamente fugiram. Um memorial na Königsallee, em Berlim-Grunewald, marca até hoje a cena do crime. Um dos conspiradores era o futuro escritor Ernst von Salomon - ele forneceu o carro aos assassinos mas não participou da execução.
Os dois executores do crime suicidaram-se ao se verem cercados pela polícia no castelo Saaleck, em Koesen. (Com a chegada ao poder do Partido Nazista, em 1933, ambos seriam declarados heróis nacionais e o dia 24 de junho feriado nacional). Techow foi preso e condenado a 15 anos de prisão - durante o julgamento ele alegou ter agido sob coação. Após ser solto por bom comportamento em 1927, ele aliou-se à Legião Estrangeira, e durante a Segunda Guerra Mundial ajudou centenas de judeus a escaparem dos nazistas pelo porto de Marselha, aparentemente penitenciando-se por seu crime.
Alguns acreditam que o assassinato de Rathenau pode ter influenciado significativamente os acontecimentos políticos, econômicos e sociais da Europa a longo prazo (ou foi consequência desses acontecimentos). Foi certamente um sinal antecipado da instabilidade e violência que permeariam e terminariam finalmente por destruir a República de Weimar.

## Trabalhos
- Impressionen. 1902.
- Reflexionen. 1908.
- Zur Kritik der Zeit. 1912 (Digitalizado).
- Zur Mechanik des Geistes. 1913.
- Vom Aktienwesen. Eine geschäftliche Betrachtung. Berlin 1917.
- Von kommenden Dingen. 1917.[1]
- An Deutschlands Jugend. 1918 (überarbeitete Ausgabe: Maximilian Hörberg (Hrsg.), München 2009, ISBN 978-3-00-023407-1).
- Die neue Wirtschaft. 1918.
- Die neue Gesellschaft. 1919.
- Der neue Staat. 1919.
- Der Kaiser. Eine Betrachtung. Fischer, Berlin 1919.
- Kritik der dreifachen Revolution. Apologie. S. Fischer, Berlin 1919.
- Was wird werden? 1920 (Digitalizado).
- Gesammelte Reden. 1924 (Digitalizado).
- Briefe. 2 Bände, 1926.
- Neue Briefe. Reissner, Dresden 1927.
- Briefe an eine Liebende. Reissner, Dresden 1931.
- Politische Briefe. 1929 (Digitalizado).

Edições
- Gesammelte Schriften. 5 Bände. Fischer, Berlin 1918 (Digitalizado).
  - Band 1: Zur Kritik der Zeit.
  - Band 2: Zur Mechanik der Geistes.
  - Band 3: Von kommenden Dingen.[1]
  - Band 4: Aufsätze.
  - Band 5: Reden und Schriften aus Kriegszeit.
- Walther-Rathenau-Gesamtausgabe. 6 Bände. Hrsg. im Auftrag der Walther-Rathenau-Gesellschaft und des Bundesarchivs.
  - Band 1: Schriften der Wilhelminischen Zeit 1886–1914. Hrsg. von Alexander Jaser. Droste, Düsseldorf 2015, ISBN 978-3-7700-1630-3.
  - Band 2: Hauptwerke und Gespräche. Hrsg. von Ernst Schulin. Müller, München 1977, ISBN 3-7953-0501-2.
  - Band 3: Schriften der Kriegs- und Revolutionszeit 1914–1919. Hrsg. von Alexander Jaser und Wolfgang Michalka. Droste, Düsseldorf 2017, ISBN 978-3-7700-1631-0.
  - Band 5: Briefe 1871–1922. 2 Teilbände. Hrsg. von Alexander Jaser, Clemens Picht, Ernst Schulin. Droste, Düsseldorf 2006, ISBN 3-7700-1620-3.
  - Band 6. Walther Rathenau – Maximilian Harden. Briefwechsel 1897–1920. Hrsg. von Hans Dieter Hellige. Müller, München 1983, ISBN 3-7953-0505-5.
- Schriften und Reden. Hrsg. von Hans Werner Richter. Fischer, Frankfurt am Main 1964, ISBN 3-10-062904-3.
- Walther Rathenau – Wilhelm Schwaner. Eine Freundschaft im Widerspruch. Der Briefwechsel 1913–1922. Hrsg. von Gregor Hufenreuter, Christoph Knüppel. VBB, Berlin 2008, ISBN 978-3-86650-271-0.